# バージン川

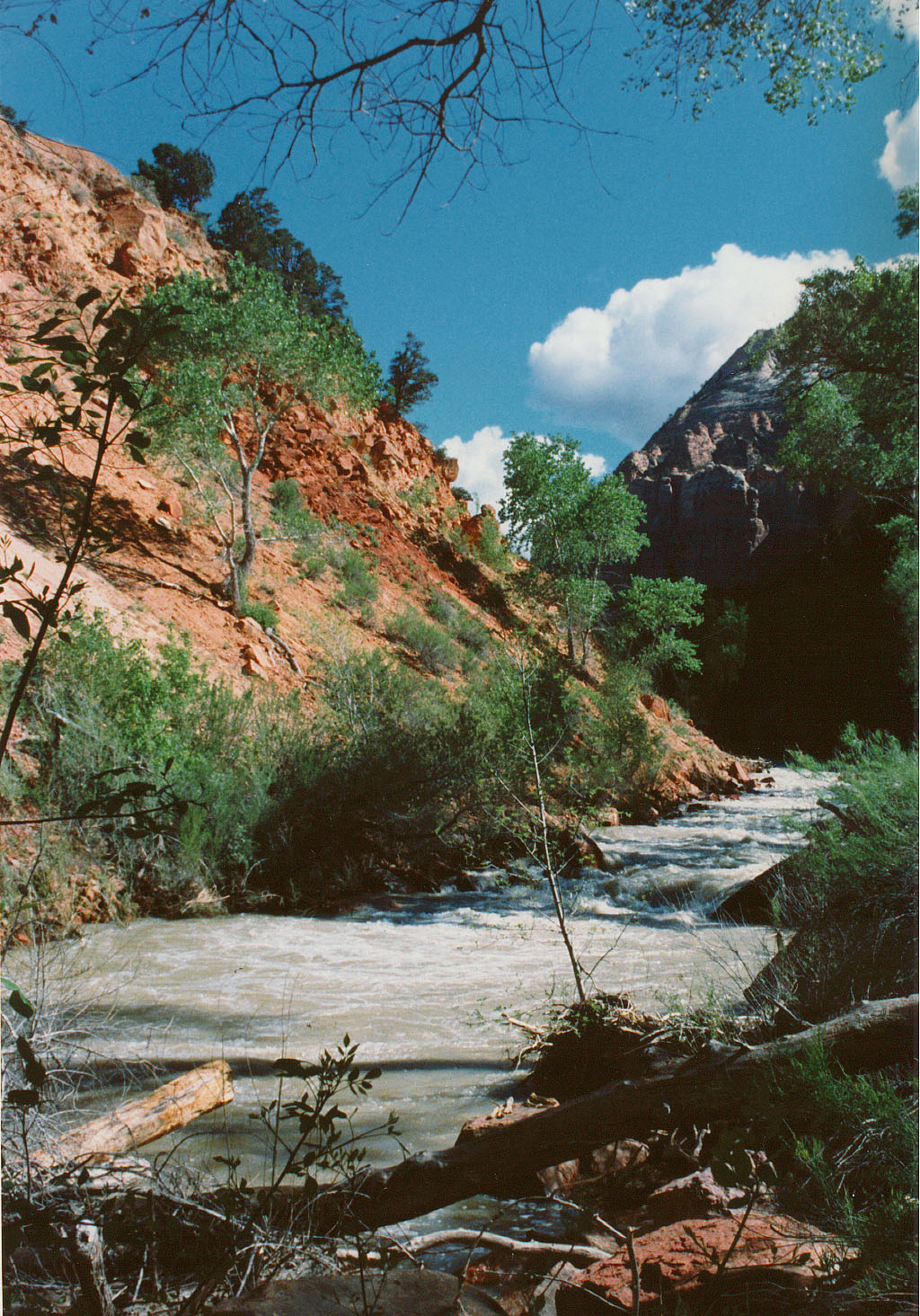
バージン川ノースフォーク

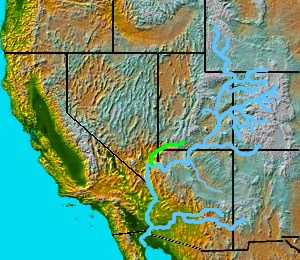
バージン川流路

バージン川（バージンがわ、英: Virgin River）は、アメリカ合衆国南西部にある、322kmの長さのコロラド川支流である。
ユタ州の南西部、ザイオン国立公園南のスプリングデール付近から流れ出し、ザイオン国立公園西側のマウントカーメルジャンクションを経由して流れてくるイーストフォークバージン川と合流してバージン川になる。セントジョージの南を南西方向に流れアリゾナ州北西部の角を横切ってリトルフィールドの町を経由する。メスキート近くでネバダ州南部に入り、ラスベガスの東約64kmのミード湖でコロラド川へ合流する。